# Wolfgang Böck
Pour les articles homonymes, voir Böck.
Wolfgang Böck (né le 14 janvier 1953 à Linz) est un acteur autrichien.

## Biographie
Wolfgang Böck est le fils d'un vendeur industriel et d'une assistante maternelle. Après la scolarité obligatoire, il va pendant quatre ans à la Höhere Technische Lehranstalt pour une formation en génie mécanique, mais en sort sans diplôme. Après avoir vu Magic Afternoon de Wolfgang Bauer au théatre d'Etat de Linz, il veut devenir comédien. Il fait une formation de 1973 à 1976 à l'Université de Musique et des Arts vivants de Graz.
Il a son premier engagement au théâtre à Bregenz. De 1980 à 1983, il joue au Landestheater de Linz. Il va ensuite au Volkstheater de Vienne puis a des rôles en Suisse, au Schauspielhaus de Zurich ainsi qu'au Renaissance-Theater à Berlin. Il se fait remarquer dans Alexis Zorba à l'Opéra de Graz.
Il fait en parallèle une carrière au cinéma et à la télévision. Il se fait connaître du grand public grâce à la série Kaisermühlen Blues. Son personnage de Trautmann fait l'objet d'une série dérivée.
En octobre 2003, il devient directeur artistique du festival Schloss-spiele Kobersdorf. Lors de la première saison, il fait venir 9 000 spectateurs, soit le double de la saison précédente. Il y participe également en jouant dans Der böse Geist Lumpacivagabundus en 2004 et Liliom en 2005.
Depuis le 26 février 2009, Böck joue avec Gabriela Benesch dans son spectacle humoristique All You Need Is Love!? et le 20 avril 2010, avec Brigitte Neumeister dans son spectacle Aus dem Reich der Burenwurst sur la scène de l"Ybbsiade" le festival de vaudeville et de satyre politique à Ybbs an der Donau.

## Filmographie sélective
Cinéma

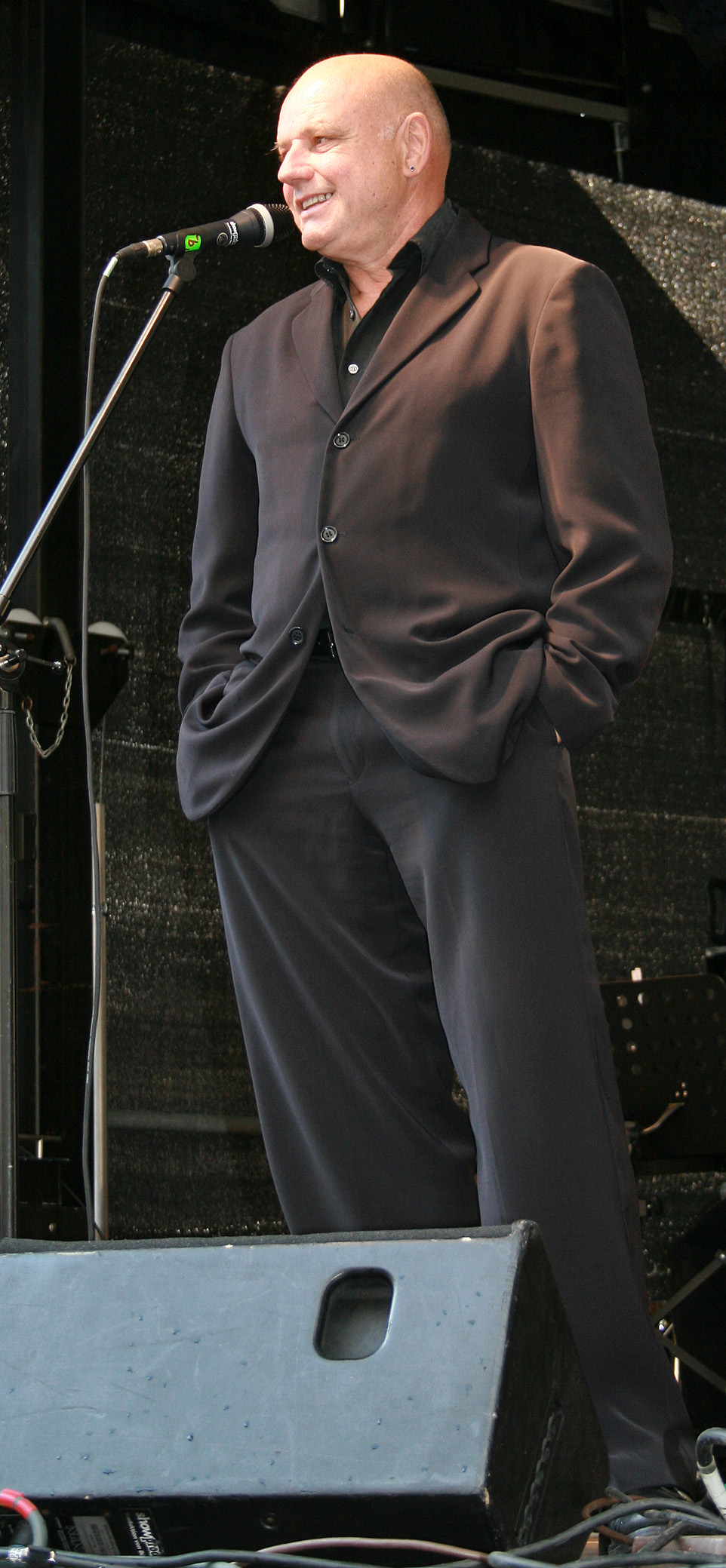
Wolfgang Böck au Stadtfest-Wien en 2008

- 1990 : Erwin und Julia, réalisation : Götz Spielmann
- 1991 : Nie im Leben, réalisation : Helmut Berger
- 1992 : Dead Flowers, réalisation : Peter Ily Huemer
- 1993 : Verlassen Sie bitte Ihren Mann!, réalisation : Reinhard Schwabenitzky
- 1992 : Der Nachbar (de), réalisation : Götz Spielmann
- 1993 : Indien, réalisation : Paul Harather
- 1994 : Ein Anfang von etwas, réalisation : Nikolaus Leytner
- 1995 : Freispiel, réalisation : Harald Sicheritz
- 1995 : Die Ameisenstraße, réalisation : Michael Glawogger
- 1997 : Qualtingers Wien, réalisation : Harald Sicheritz
- 1998 : Le Violon rouge, réalisation : François Girard
- 1998 : Hinterholz 8, réalisation : Harald Sicheritz
- 1999 : Alles Bob, réalisation : Otto Alexander Jahrreiss
- 1999 : Wanted, réalisation : Harald Sicheritz
- 1999 : Geboren in Absurdistan (de), réalisation : Houchang Allahyari
- 2001 : Ausflug, réalisation : Rainer Kaufmann
- 2008 : L'Invention de la saucisse au curry, réalisation : Ulla Wagner
- 2010 : Sous toi, la ville, réalisation : Christoph Hochhäusler
- 2010 : Furcht und Zittern
- 2010 : Kottan ermittelt: Rien ne va plus, réalisation : Peter Patzak
- 2013 : Bad Fucking (de)

Téléfilms
- 1998 : Opernball (de), réalisation : Urs Egger (en)
- 2001 : Zwölfeläuten, réalisation : Harald Sicheritz
- 2002 : Brüder (de), réalisation : Wolfgang Murnberger
- 2003 : MA 2412 – Die Staatsdiener, réalisation : Harald Sicheritz
- 2003 : Brüder II (de), réalisation : Wolfgang Murnberger
- 2003 : Der neue Bockerer – Prager Frühling
- 2005 : Brüder III – Auf dem Jakobsweg (de), réalisation : Wolfgang Murnberger
- 2006 : Prince Rodolphe : l'héritier de Sissi, réalisation : Robert Dornhelm
- 2006 : Pas de vagues, réalisation : Harald Sicheritz
- 2007 : Le Lion noir, réalisation : Wolfgang Murnberger
- 2007 : Ein halbes Leben, réalisation : Nikolaus Leytner
- 2007 : Die Lawine, réalisation : Thomas Kronthaler
- 2010 : Willkommen in Wien, réalisation : Nikolaus Leytner
- 2011 : Adel Dich
- 2013 : Et si j'étais une femme...

Séries télévisées
- 1988 : Tatort:Feuerwerk für eine Leiche, réalisation : Kurt Junek
- 1991 : Die Strauß-Dynastie (de), réalisation : Marvin J. Chomsky
- 1996 : Tatort : Mein ist die Rache, réalisation : Houchang Allahyari
- 2000 : Trautmann – Wer heikel ist, bleibt übrig, réalisation : Harald Sicheritz
- 2001 : Trautmann – Nichts ist so fein gesponnen, réalisation : Thomas Roth
- 2002 : Trautmann – Das letzte Hemd hat keine Taschen, réalisation : Thomas Roth
- 2003 : Trautmann – Lebenslänglich, réalisation : Thomas Roth
- 2004 : Trautmann – Das Spiel ist aus, réalisation : Thomas Roth
- 2004 : Trautmann – Alles beim Alten, réalisation : Thomas Roth
- 2004 : Trautmann – Schwergewicht, réalisation : Thomas Roth
- 2004 : Trautmann – 71 Tage, réalisation : Thomas Roth
- 2006 : Trautmann – Bumerang, réalisation : Thomas Roth
- 2006 : Les Enquêtes d'Agathe, réalisation : Helmut Metzger
- 2007 : Polly Adler, réalisation : Peter Gersina
- 2008 : Trautmann – Die Hanno-Herz-Story, réalisation : Thomas Roth
- 2014 : Die Detektive (de)

## Source de la traduction
- (de) Cet article est partiellement ou en totalité issu de l’article de Wikipédia en allemand intitulé « Wolfgang Böck » (voir la liste des auteurs).